# StarUML
StarUML é uma ferramenta UML do MKLab. O software era licenciado sob uma versão modificada da GNU GPL até 2014, quando uma versão re-escrita 2.0.0 foi lançada para testes beta sob uma licença proprietária.
Após estar abandonado por algum tempo, o projeto teve um renascimento para se mover do Delphi para Java/Eclipse, e então parou novamente. Em 2014, uma versão re-escrita foi lançada como software proprietário. Entretanto, a versão de código aberto ainda está ativa.
StarUML foi escrito em Delphi, o que é uma das razões pelas quais ficou abandonado por um longo tempo. Desde dezembro de 2005 StarUML não foi mais atualizado, apesar de alguns módulos externos terem sido atualizados.